# Oxalis barrelieri
Oxalis barrelieri, é uma espécie de planta com flor do gênero Oxalis L, e da família Oxalidaceae.
O. barrelieri trata-se de uma espécie presente no territorio de Camarões, na África Central .Em Camarões é uma planta medicinal, para o tratamento de muitas doenças diarreicas. Um devido tratamento com um estrato aquoso, foi pesquisado para o tratamento de diarreia infecciosa, o artigo em questão, foi publicado em 17/12/2017. Este extrato pode ser usado como uma alternativa terapêutica para a diarréia infecciosa, gerada por Shigella dysenteriae tipo 1.